# Emil Brunner
Emil Brunner (n. 23 decembrie 1889, Winterthur, cantonul Zürich, Elveția – d. 6 aprilie 1966, Zürich, cantonul Zürich, Elveția) a fost un teolog elvețian extrem de influent, asociat, alături de Karl Barth, mișcării neo-ortodoxismului sau teologiei dialectice.
Brunner a respins portretizarea liberală a lui Isus Cristos ca un om deosebit de respectabil. În schimb, Brunner a susținut că Isus a fost Dumnezeu întrupat și central mântuirii. Brunner a încercat, de asemenea, să găsească o poziție de mijloc în disputa dintre arminieni și calviniști, afirmând că Cristos stă între suveranitatea lui Dumnezeu față de omenire și acceptarea liberă de către om a darului mântuirii făcut de Dumnezeu. Deși Brunner a reaccentuat centralitatea lui Cristos, teologii conservatori au fost deseori ezitanți în a accepta celelalte învățături ale sale, cum ar fi respingerea anumitor elemente „miraculoase” din Scriptură sau punerea sub semnul întrebării a utilității despre inspirația Scripturilor.